# Ligne de Budapest à Esztergom
La ligne de Budapest à Esztergom ou ligne 2 est une ligne de chemin de fer de Hongrie. Elle relie Budapest par la gare de Budapest-Nyugati, la gare d'Újpest et la gare d'Óbuda à Esztergom à la frontière avec la Slovaquie par la gare d'Esztergom. Elle dessert le nord du pays, notamment les villes de Piliscsaba et Dorog.